# Pomnik Vincenza Priessnitza w Jesioniku
Pomnik Vincenza Priessnitza w Jesioniku (cz. Pomník Vincence Priessnitze) – pomnik w stylu secesyjnym ku czci Vincenza Priessnitza, odsłonięty w 1909 roku w parku Smetanovy sady w Jesioniku w Czechach, zabytek kultury Republiki Czeskiej.

## Historia
Kunigunde Pollo z domu Borsig z Frývaldova (Jesionik) zapisała w 1889 roku w testamencie 1000 koron austriackich na poczet budowy pomnika Vincenza Priessnitza w jej rodzinnym mieście. Rada miejska w maju 1889 roku zaaprobowała pomysł budowy pomnika i organizowała zbiórkę na ten cel. Komitet budowy pomnika zawiązano w 1897 roku. 20 czerwca 1902 Josef Obeth z Terezina wygrał konkurs na projekt pomnika pracą pt. Jung Brunnen i został jego finalnym autorem. Dzieło powstawało w latach 1902–1909. Sam pomnik kosztował około 42 tysiące koron austriackich. Pomnik odsłonięto i poświęcono 25 lipca 1909 roku. Pomnik został wpisany do rejestru zabytków 3 maja 1958 roku (nr 1000151361). Poza funkcją estetyczną pomnik pełnił również funkcję praktyczną – był obudową źródła wody, woda wypływała z czterech rur. W latach 80. XX wieku, w 2004 roku (po akcie wandalizmu) i w 2016 roku pomnik był poddawany restauracji. Przywrócono wypływ wody w sezonie.

## Architektura
Monumentalne dzieło rzeźbiarskie wysokie na 5 m w stylu secesyjnym znajduje się w parku miejskim, zostało wykonane z marmuru z Laasu (bądź z Salzburga – rzeźby) oraz marmuru śląskiego z Velkich Kunětic (cokół); jest posadowione na półokrągłym cokole o wymiarach 10 x 6 m, otoczonym stopniami. W centralnej części znajdują się rzeźbione sceny symboliczne przedstawiające ludzi i zwierzęta (z lewej: alegoria choroby, z prawej: wyleczenia) oraz statua przedstawiająca Vincenza Priessnitza o wysokości 2,85 m (posąg spogląda w kierunku uzdrowiska Gräfenberk). Cenne artystycznie poza figurami są także rzeźbiarskie detale roślinne. Poniżej rzeźb umieszczono inskrypcje: z lewej – DER MENSCHEIT, na środku – VINCENZ PRIESSNITZ, z prawej – JUNG – BRUNNEN. Dzieło jest sygnowane z lewej: fec. J. Obeth/Gr. Krosse / Schl. 1907.

## Galeria

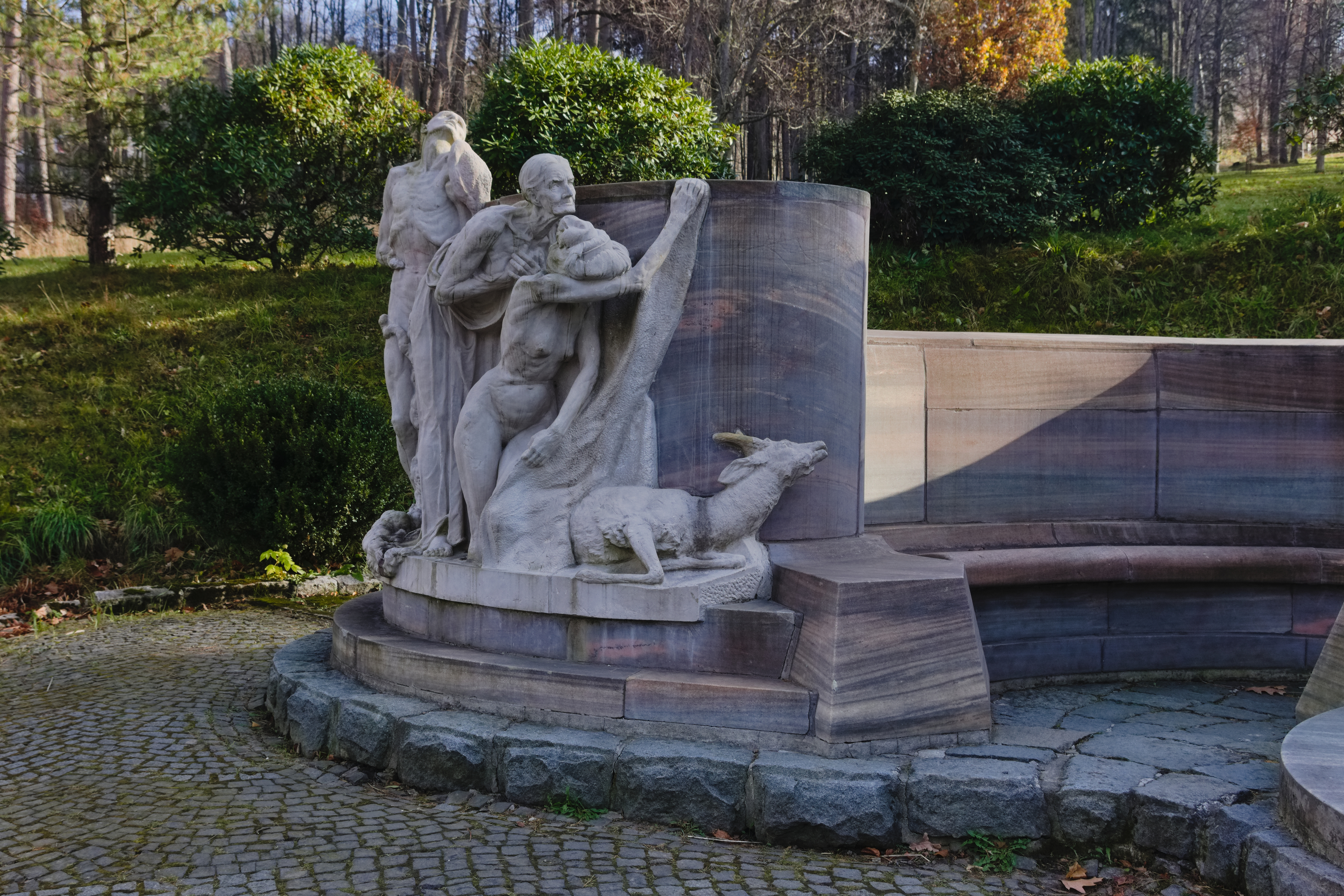
Alegoria choroby
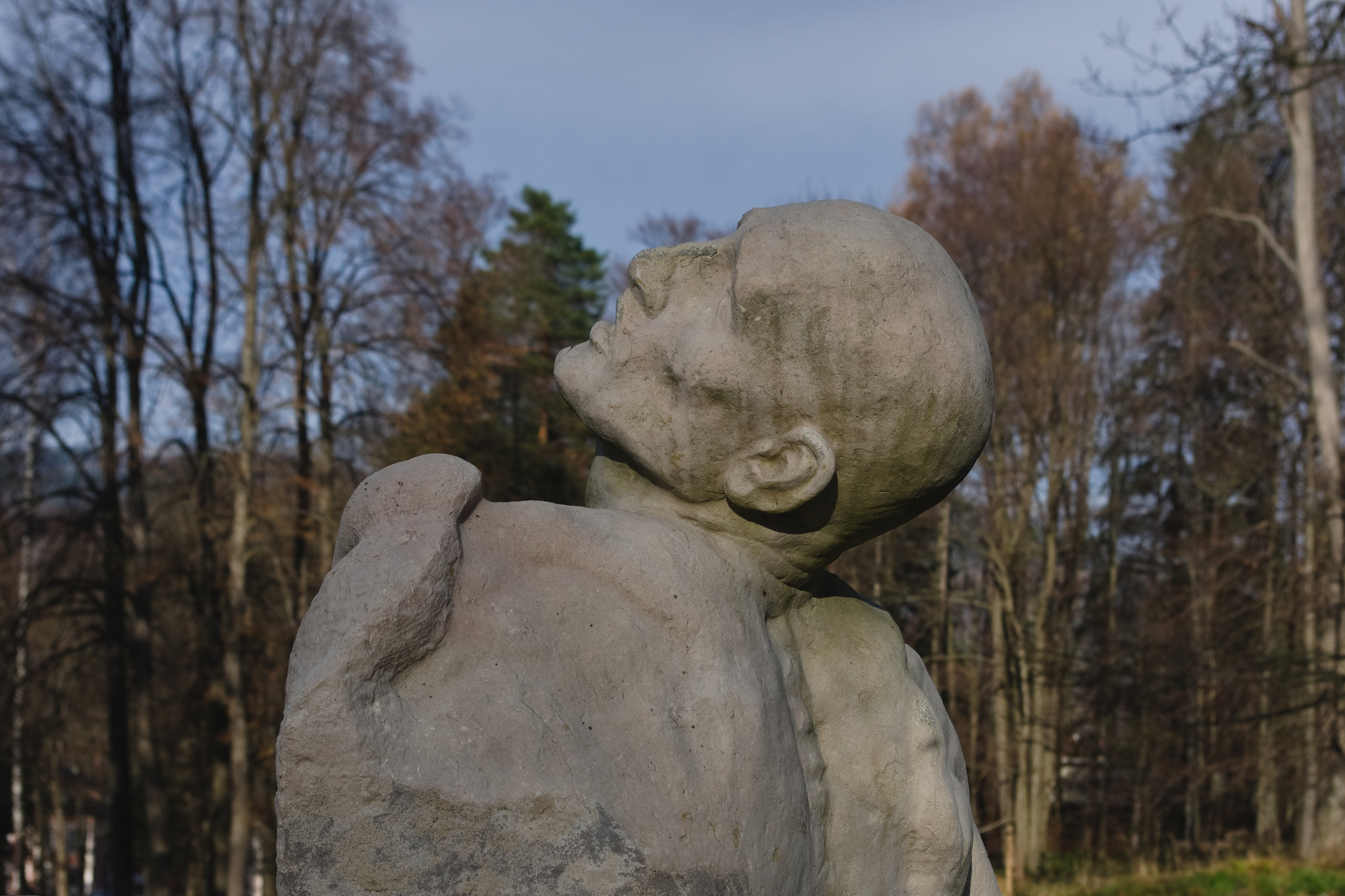
Alegoria choroby – głowa
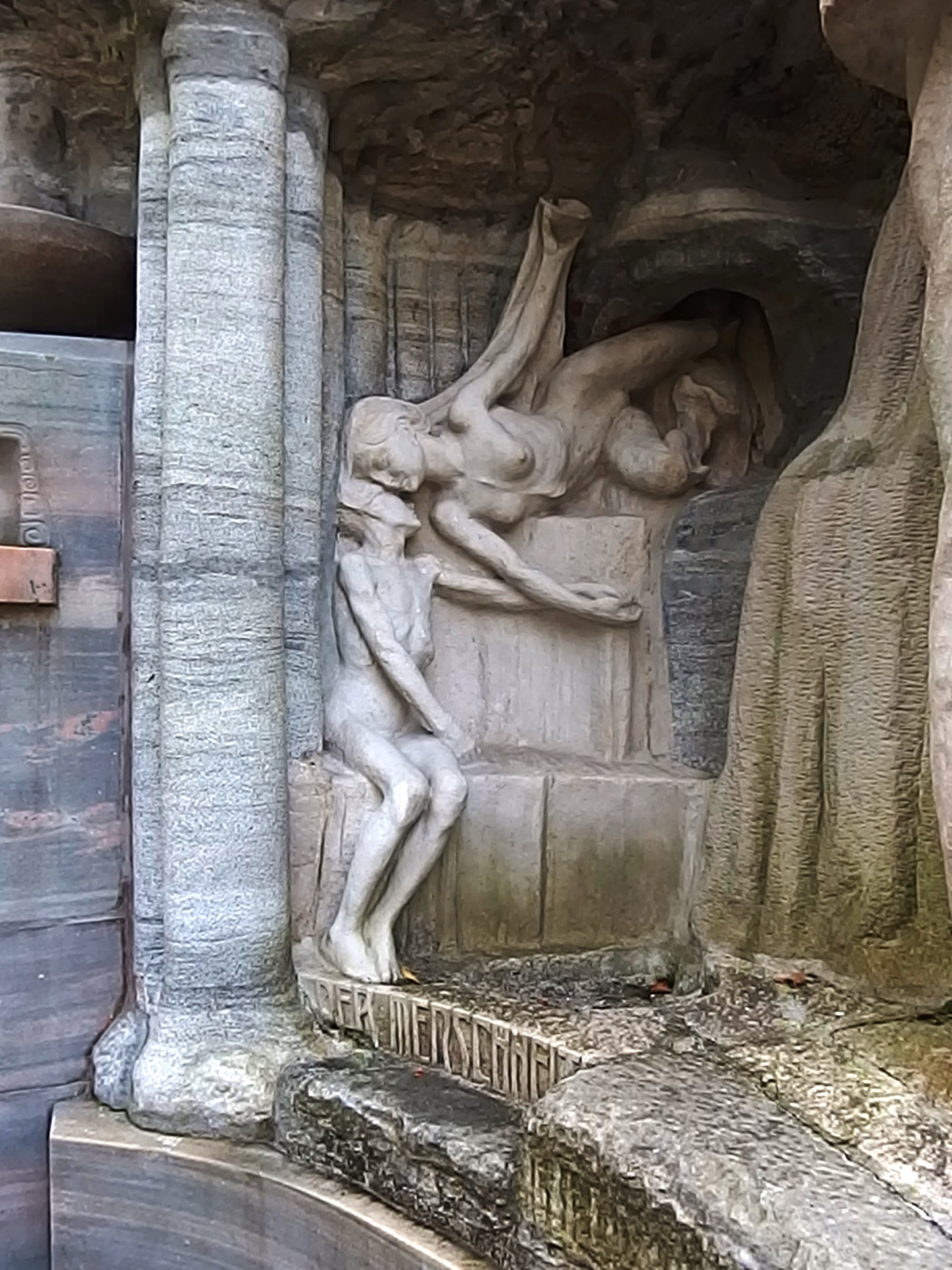
Alegoria choroby przy statui
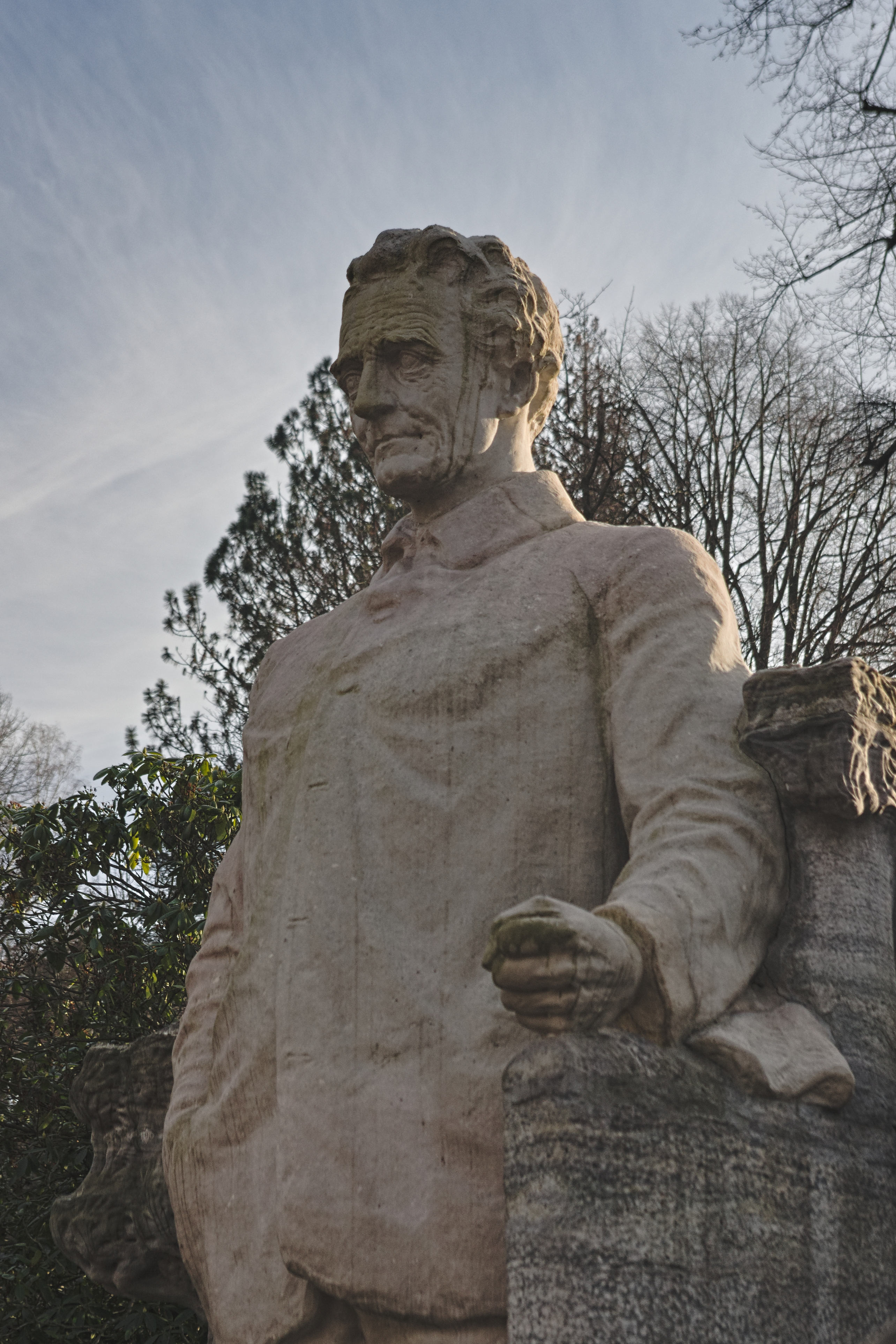
Statua V. Priessnitza
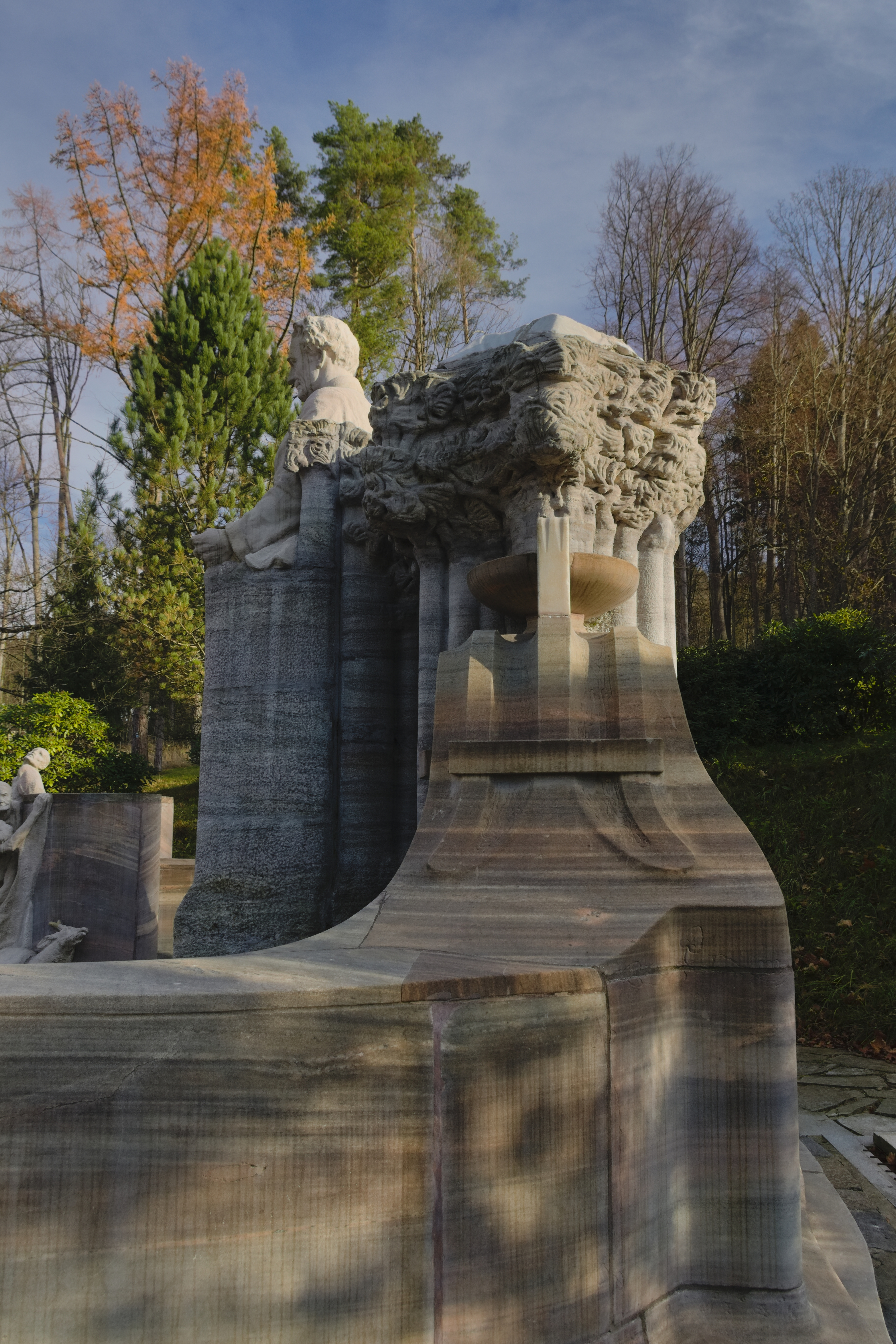
Centralna część pomnika
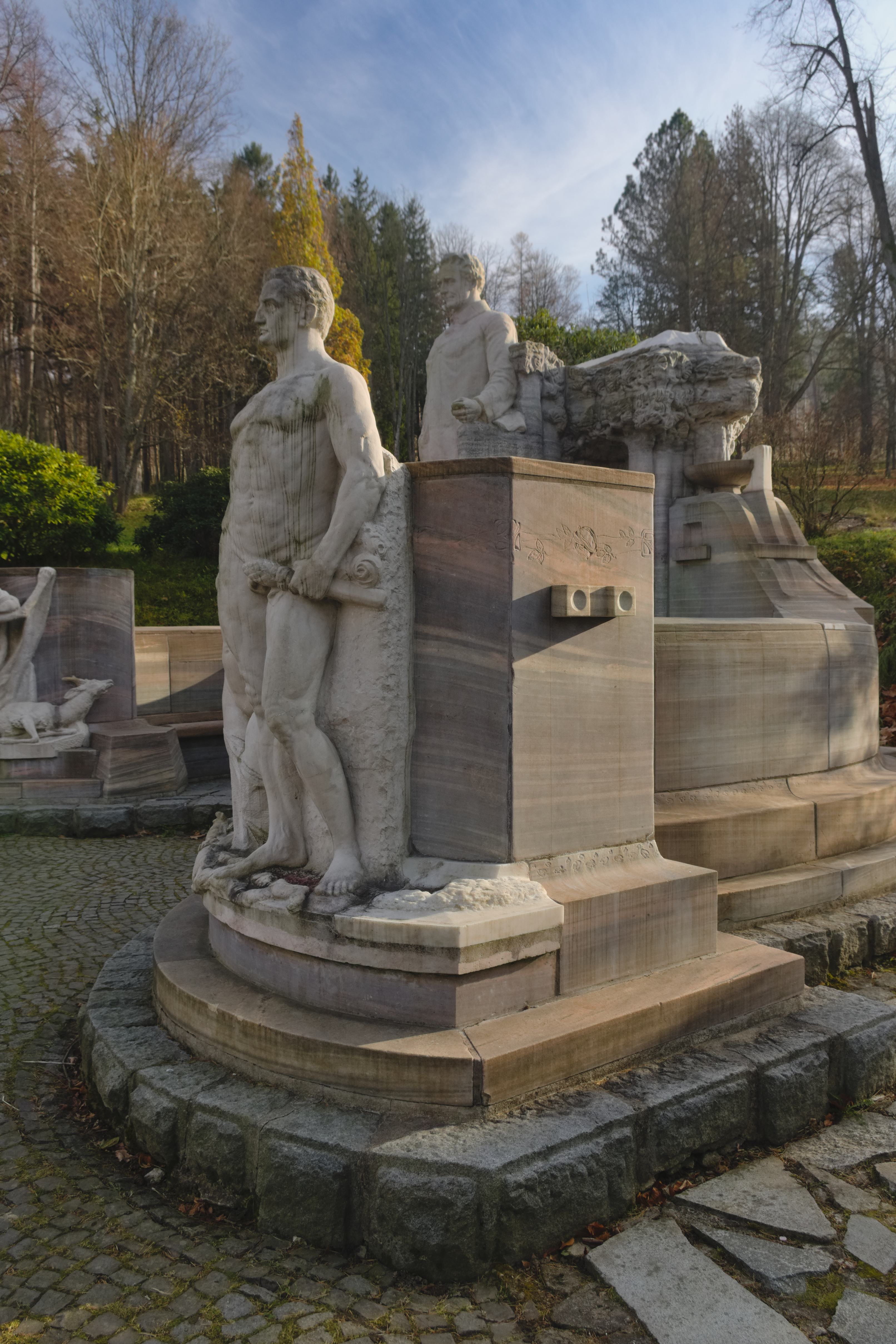
Alegoria uzdrowienia
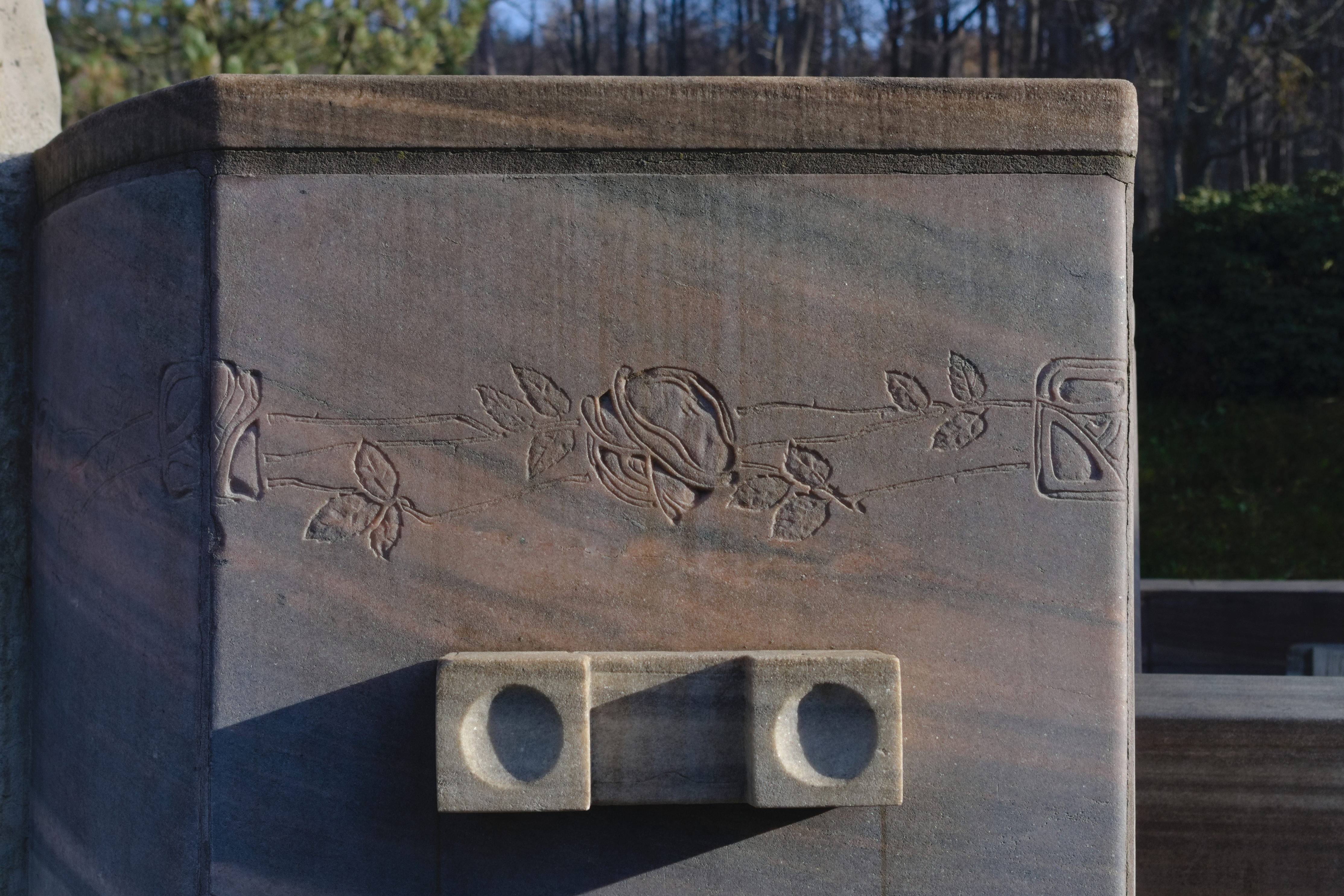
Ornament roślinny – róża
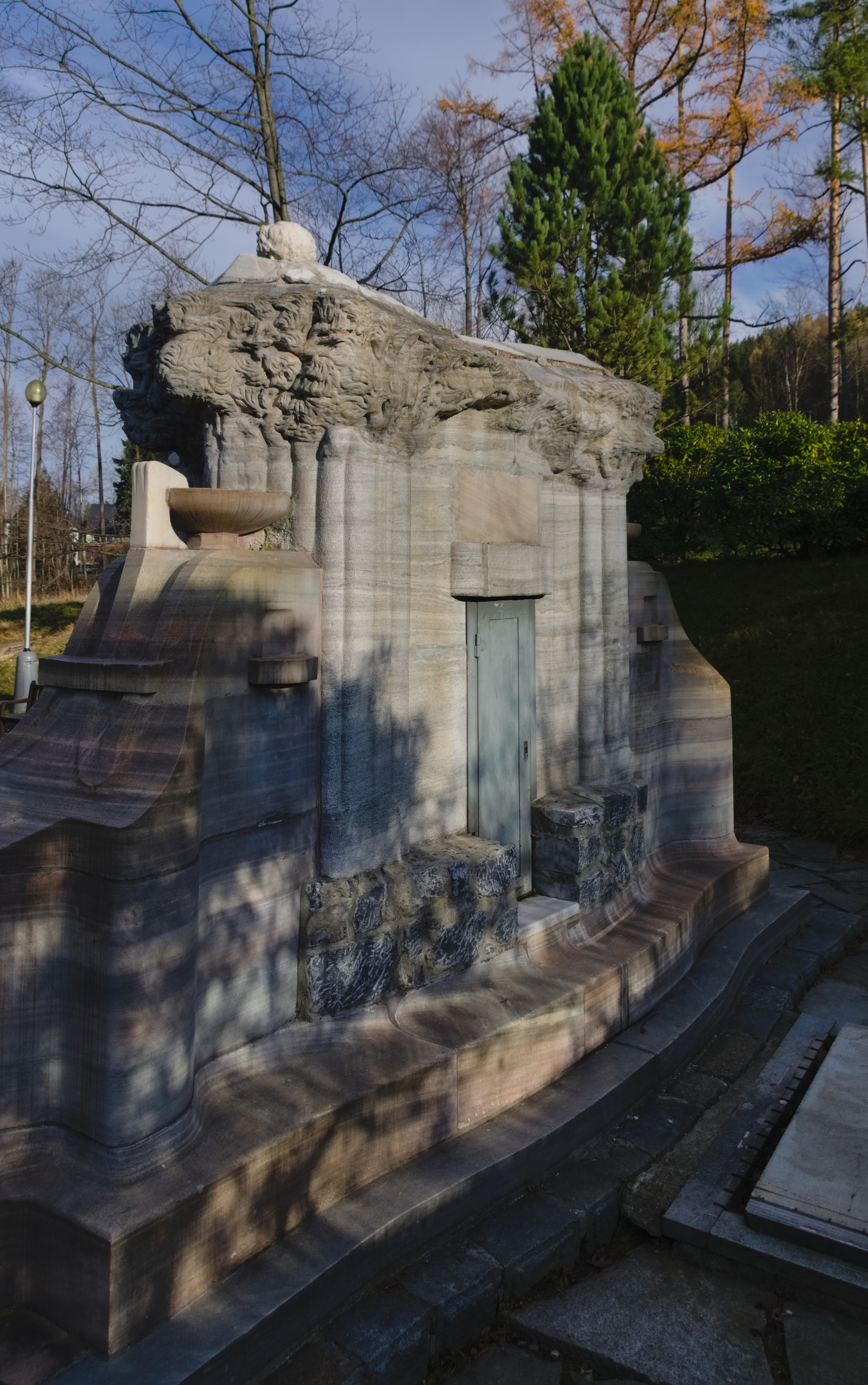
Pomnik od tyłu